# Etruščanska kozja krv
Etruščanska kozja krv (orlovi nokti, etruščanska kozokrvina, zapletina, lat. Lonicera etrusca), biljna vrsta iz roda kozokrvina (Lonicera), porodica kozokrvnice (Caprifoliaceae), pripada istom rodu kao i prava kozokrvina (L. caprifolium), također narodno poznata kao orlovi nokti.
To je vazdazeleni grm, penjačica raširena po mediteranskim državama, uključujući i Hrvatsku. U SAD, Kanadu i na Krim je uvezena.
- L. etrusca
- L. etrusca
- L. etrusca
- L. etrusca